# Féminisation linguistique
 (janvier 2019).
Le contenu est difficilement compréhensible vu les erreurs de traduction, qui sont peut-être dues à l'utilisation d'un logiciel de traduction automatique.
La féminisation linguistique est un procédé linguistique qui consiste à inclure le genre féminin[pas clair] dans le langage. Certains pays, dont la Suède, la Suisse et l'Australie, ont officiellement épousé ce type de réforme linguistique. En France, l'Académie française, qui ne dispose que d'un pouvoir consultatif, s'y était opposée avant de s'y résoudre en 2019.

## Histoire
La deuxième vague féministe dans les années 1960 et 1970 a déclenché un certain activisme linguistique. Les défenseurs de ce mouvement se sont penchés sur la problématique de l'écriture, perçue comme discriminatoire et sexiste. Des articles spécialisés ont révélé qu'il y avait un milieu masculin pour imposer une réglementation linguistique afin de favoriser les formes masculines à travers l'histoire,. 
Plus récemment, la féminisation linguistique a reçu le soutien de certains pays, dont la Suède, la Suisse et l'Australie.

### En Suède
En suédois il n'existait pas de terme neutre ou féminin pour désigner le vagin alors que snopp était utilisé ainsi pour le pénis depuis les années 1960. Dans les années 1990 les médias suédois font remarquer l'absence d'un tel mot. Au début des années 2000 l'emploi du mot snippa.est encouragé par les autorités linguistiques et les mouvements féministes, et il entre dans le dictionnaire de l’Académie suédoise en 2006. L'Association suédoise pour l'éducation sexuelle a encouragé l'usage du mot slidkrans pour remplacer mödomshinna, « hymen » (traduit littéralement, « membrane de virginité »). Le mot de remplacement se compose de deux parties : slid, « vaginale » et krans « couronne ». La volonté avec ce néologisme étant d'effacer le lien entre l'hymen et la virginité. En Suède, le pronom neutre hen a connu une utilisation accrue pour désigner une personne de genre neutre ou non-bunaire. Le pronom entre dans le dictionnaire en 2015.

### En Suisse
Le problème de la terminologie préférentiellement masculine dans les textes, dont le caractère discriminant avait déjà été évoqué sous l'influence du féminisme, est abordée officiellement après l'inscription dans la constitution en 1981 de l’égalité des droits entre hommes et femme. Un rapport sur le programme législatif « Égalité des droits entre hommes et femmes » recommande en 1986 d'utiliser des termes neutres dans les textes législatifs traitant de charges et fonctions ou de préciser les noms de charges et de fonctions aussi bien au féminin qu'au masculin. En 1991, un groupe de travail interdépartemental publie un rapport final applicable aux trois langues officielles suisses, allemand, français et italien : « La formulation non sexiste des textes législatifs et administratifs ». Pour mettre en œuvre ces recommandations, la section allemande des services linguistiques de la Chancellerie fédérale publie en 1996 un guide de féminisation très complet. En 1995, la Suisse adopte un texte portant sur l’égalité des droits entre hommes et femme dans sa constitution. D'autres rapports de recommandation similaires sont ensuite publiés en 1996, en 2000, et plus récemment en 2007 avec la loi fédérale sur les langues nationales et la compréhension entre les communautés linguistiques qui exige des autorités fédérales qu’elles tiennent compte de la formulation non sexiste,. 
Dans un numéro du Bulletin suisse de linguistique appliquée publié en 2000, Marinette Matthey s'appuie sur les progrès réalisés en Suisse francophone en matière de féminisation de la langue pour opposer une argumentation aux thèses qui soutiennent que la langue française est contrainte linguistiquement, de par sa construction même, à être difficilement féminisable. Elle avance que ces spécificités ne sont pas suffisante pour expliquer le retard de la France en la matière et évoque plutôt le désengagement des pouvoirs publics et un certain conservatisme vis-à-vis de cette langue : « faut-il invoquer l'assimilation langue-nation et le sentiment de propriétaires que bien des Français ressentent envers le français pour expliquer la rigidité normative de l'Hexagone ? ».
L'allemand est la langue la plus parlée en Suisse (63,7 % de la population parlaient allemand ou suisse-allemand en 2017). La plupart des mots, dont notamment les substantifs désignant des professions, sont masculins. Des activistes avancent l'idée que cet aspect linguistique a des répercussions sociétales sur les femmes : celles-ci seraient découragées à l'idée d'exercer certaines professions. Ce débat autour de la question de l'aspect linguistique revêt une importance particulière en Suisse. Du fait de la rédaction de l'article 4 de la Constitution, employant un masculin pluriel décrit comme neutre, des Suissesses ont joué sur l'argument pour tenter d'obtenir le droit de vote, ce qui leur a été refusé à plusieurs reprises pendant un siècle, et jusqu'en 1990, le Tribunal jugeant à l'inverse que « les citoyens suisses » ne désignait que les hommes.
Le débat autour de l'écriture inclusive et de la féminisation de la langue a débuté dans les milieux universitaires dans les années 1980. Ces questionnements autour de la langue se sont ensuite développés dans la société dans les années 1990. L'ouvrage de Luise F. Pusch, Das Deutsche als Männersprache (« La langue allemande comme langue masculine »), paru en 1984, symbolise l'éclosion du débat autour de la linguistique féministe.
La deuxième langue la plus parlée en Suisse est le français. Tout comme l'allemand, la structure du français repose sur des genres grammaticaux. Cela soulève donc des préoccupations similaires à celles citées ci-dessus. Pour répondre à ces inquiétudes, le gouvernement suisse a publié un guide de formulation non sexiste.

## Théorie
L'un des objectifs de la féminisation linguistique est « d'adapter la langue à l'accession des femmes à des fonctions de plus en plus diverses ». Même dans les langues, comme l'anglais, qui ne se servent pas de genres grammaticaux, la féminisation linguistique est encore jugée nécessaire. Par exemple, même si un titre d'une profession n'a pas de genre grammatical, le mot peut encore faire référence à un genre lexical comme on le voit dans le cas du mot anglais policeman (traduit littéralement, « police + homme »).
La supériorité du genre masculin sur le genre féminin est une problématique soulevée par cette réforme linguistique. Les exemples sont nombreux : il suffit de la présence d'un substantif masculin dans un énoncé pour que ce dernier soit accordé au masculin, et ce, peu importe le nombre de substantifs féminins se trouvant dans l'énoncé. L'origine de cette règle grammaticale date du XVIIe siècle et repose sur l'argument de la prépondérance du « genre le plus noble ». Un autre exemple de la supériorité du genre masculin est l'utilisation du substantif « homme » pour désigner un être humain ou l'espèce humaine en général. Ces termes témoignent de la dominance de la masculinité sur la féminité.
Le langage entretient des stéréotypes sexistes et contribue à l'inégalité entre les hommes et les femmes[Selon qui ?]. L'exemple du rôles de genre est assez éloquent[style à revoir]. Certaines expressions, comme « femme ingénieur », l'illustrerait. Ces exemples ne sont pas uniquement propres à la langue française. En anglais, on trouve des expressions telles que male nurse (infirmier) où l'on spécifie leur masculinité car le poste est plus fréquemment occupé par des femmes. La féminisation linguistique vise à éliminer ces expressions parce qu'elles contribueraient aux normes sexistes des rôles de genre. 
Certains féministes contemporains, dont Sergio Bolaños Cuella, soutiennent qu'il faut renverser le statu quo et créer une forme féminine qui aurait une fonction générique.

## Voir également